# Edith Noeding
Edith Renate Anita Noeding Koltermann (Lobitos, Talara, Piura, 3 de novembro de 1954) é uma antiga atleta peruana multifacetada, que competia em diversas modalidades: pentatlo, 100 metros com barreiras, corridas de velocidade pura e salto em comprimento. Nos 100 m barreiras, foi campeã pan-americana em 1975 e campeã sul-americana em 1974 e 1977.
Descendente de alemães no Peru, Edith estudou no Colégio Alemão de Lima, onde se iniciou na prática despotiva. Com apenas 14 anos de idade, é selecionada para participar no Campeonato Sul-Americano de Seniores, em Quito, nas provas de 100 metros e de 80 metros barreiras.
Participou nos Jogos Olímpicos de Munique 1972 (24ª no pentatlo) e nos Jogos Olímpicos de Montreal 1976 (eliminada nas séries preliminares de 100m barreiras e abandono após a terceira prova do pentatlo). Retirou-se da competição em 1978 devido a uma grave lesão.
Paralelamente à sua atividade desportiva,  estudou e licenciou-se em Pedagogia de Educação Física na Universidade Técnica de Munique, na Alemanha. Nos últimos anos, tem desempenhado funções de apoio direto ao desporto peruano em várias instituições governamentais.